# Caroline Lamarche

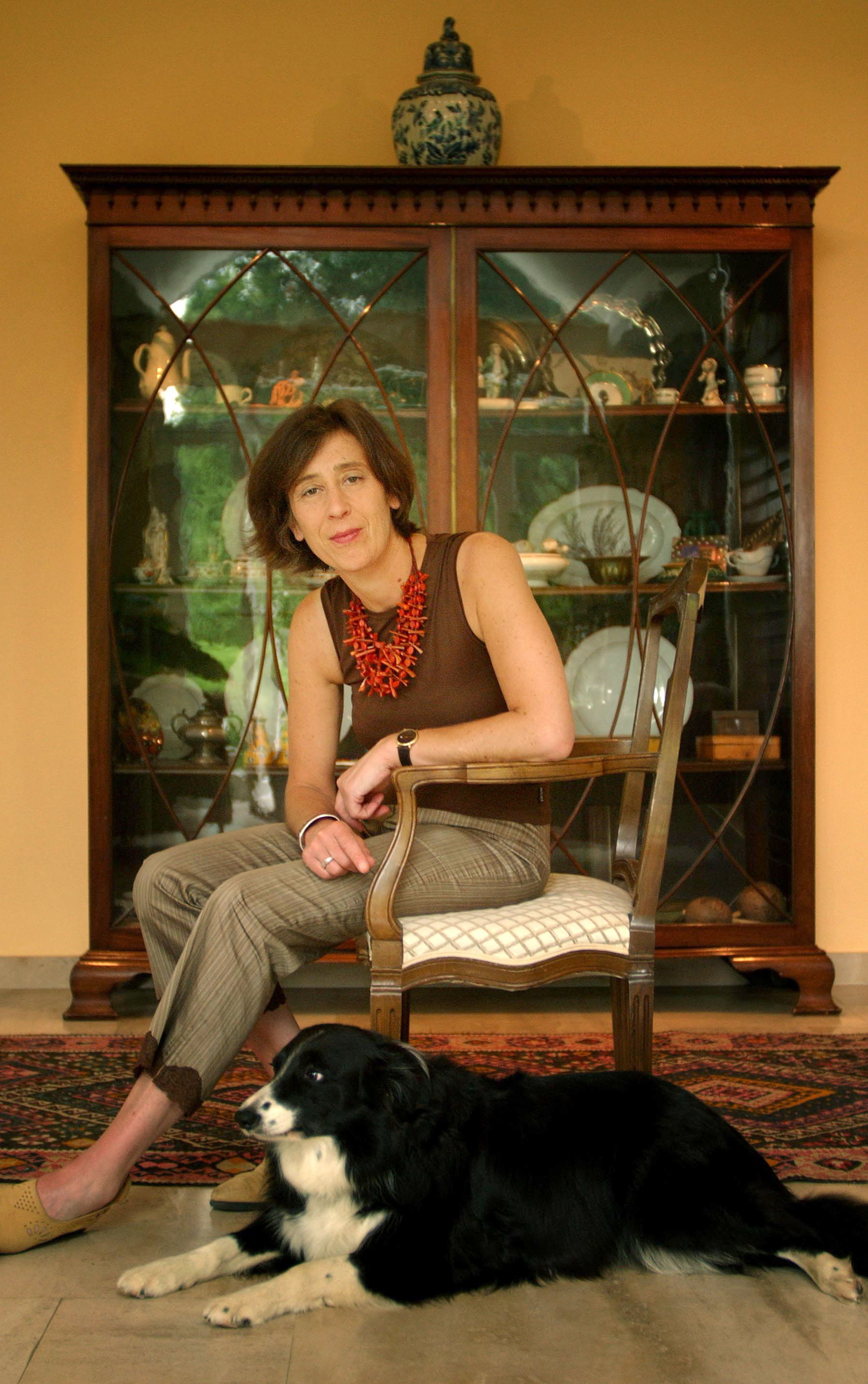
Michiel Hendryck: Caroline Lamarche, 2003

Caroline Lamarche (* 3. März 1955 in Lüttich) ist eine frankophone belgische Schriftstellerin. Seit 2014 ist sie Mitglied der Académie royale de langue et de littérature françaises de Belgique. Für Nous sommes à la lisière erhielt sie 2019 den Prix Goncourt de la Nouvelle.

## Leben
Caroline Lamarche stammt väterlicherseits aus einer Familie von Ingenieuren, die seit dem frühen 19. Jahrhundert in der belgisch-spanischen Bergbaukooperation in Asturien tätig waren. Sie wurde als ältere Tochter von Freddy Lamarche (1921–2001, Sohn des Alfred „Fredo“ Lamarche) geboren. So verbrachte sie ihre frühe Kindheit in Spanien – in Arnao, Castrillón – , bevor die Familie nach Frankreich übersiedelte und im Umland von Paris lebte. Caroline besuchte die Grundschule in Versailles und verbrachte viel Zeit im Wald von Rambouillet. Schon als Jugendliche und auch später, als junge Erwachsene und auch mit ihrer eigenen Familie, kehrte sie immer wieder zurück nach Spanien. Nach dem Baccalauréat studierte Lamarche und schloss ihr Studium mit der « licence en philologie romane » ab. Im Anschluss unterrichtete sie Französisch, in Belgien und in Nigeria. Zurück in Belgien arbeitete sie als Fremdsprachensekretärin, bis sie sich eine Existenz als freie Schriftstellerin aufbauen konnte.
Lamarche hat sich seit Beginn der 1990er-Jahre einen Namen als Autorin gemacht. Sie schreibt Lyrik und Prosa sowie literarische Radioarbeiten für France Culture und RTBF. Ihre bevorzugte Berufsbezeichnung lautet « autrice ». In ihrem Schreiben bezieht sie sich auf Jean Rhys, Flannery 0’Connor, Yoko Ogawa und Karen Blixen und Marlen Haushofer.
1997 erschien in der Literaturzeitschrift Granta ein Auszug aus La nuit l’après-midi (1995): Night in the Afternoon (Übersetzer: Howard Curtis) war der erste ins Englische übersetzte Text von Lamarche.
2012 schrieb sie den Text für das Künstlerbuch Romeu my deer von Berlinde De Bruyckere.
Sie ist Mutter von zwei Töchtern und lebt in der Nähe von Brüssel. 2020 gehörte sie zu Carl Noracs Auswahl belgischer Dichter, die literarisch zum Gedenken der Toten der Covid-19-Epidemie beitrugen. Im selben Jahr wurde sie in der belgischen Elle als eine von zehn belgischen Autorinnen, die „Bestandteil jeder Bibliothek sein sollten“ (« à mettre absolument dans sa bibliothèque ») aufgelistet. 2021 erschien das Kinderbuch Tetti, la sauterelle de Vincent, für 2022 ist das Erscheinen von Mille Arbres mit Illustrationen von Aurélia Deschamps angekündigt  – dabei handle es sich um eine erweiterte Fassung eines Hörstücks für France Culture, ergänzt um ein Nachwort über ZAD / Zone to Defend, laut Verlagsinformation „a neologism for militant occupations against public development projects“.

## Werk
- L’arbre rouge. Poèmes. Caractères, 1991.
- La nuit l’après-midi. Spengler, 1995.

- Le Jour du chien, Minuit, 1996.
- La nuit l'après-midi, Minuit, 1998.
- J'ai cent ans, nouvelles, Le Serpent à Plumes, 1999.
- L'ours. Gallimard, Paris, 2000, ISBN 978-2-07-075760-2.
- Lettres du pays froid. Gallimard, Paris, 2003, ISBN 978-2-07-076592-8.
- Vent frais par matin clair. Tétras Lyre, 2003.
- Carnets d'une soumise de province. Gallimard, Paris, 2004, ISBN 978-2-07-070422-4.
- Karl et Lola. Gallimard, Paris, 2007, ISBN 978-2-07-078418-9.
- La Barbière, Les impressions nouvelles, Brüssel, 2007.
- La Chienne de Naha. Gallimard, Paris, 2012, ISBN 978-2-07-013482-3.
- La mémoire de l'air. Gallimard, Paris, 2014, ISBN 978-2-07-014253-8.
- Dans la maison un grand cerf. Gallimard, Paris, 2017, ISBN 978-2-07-270024-8.
- Nous sommes à la lisière. Gallimard, Paris, 2019, ISBN 978-2-07-292936-6.
- L’asturienne. Les impressions nouvelles, Brüssel, 2021, ISBN 978-2-87449-893-0.
- Tetti, la sauterelle de Vincent (Ill.: Pascal Lemaître). l’école des loisirs, Paris / Brüssel, 2021, ISBN 978-2-211-30757-4.
- La fin des abeilles. Gallimard, Paris, 2022, ISBN 978-2-07-296102-1.

## Hörspiele in Deutschland
- 2005: Eric La Casa: Dans la forêt – Im Wald (Sprecherin) – Realisation: Eric La Casa, Jephan de Villiers (Ars acustica – Deutschlandradio/Eric La Casa (Auftragsproduktion))

## Auszeichnungen
- 1996: Prix Rossel für Le Jour du chien[13]
- 2018: Prix Scam Littérature[14]
- 2019: Prix Goncourt de la Nouvelle für Nous sommes à la lisière